# Constance Marie
Constance Marie Lopez (Los Angeles, 9 settembre 1965) è un'attrice statunitense.
Nota per i ruoli di Angie Lopez in George Lopez e di Marcela Quintanilla (madre di Selena) nel film Selena (1997). Ha interpretato anche Regina Vasquez nella serie televisiva Switched at Birth - Al posto tuo.

## Biografia
All'età di 19 anni, Marie appare come ballerina nel musical Cosmopolis del compositore Ryūichi Sakamoto in Giappone. Quando tornò a Los Angeles, venne assunta da un coreografo di danza per David Bowie per il suo tour del 1987.

## Carriera
La carriera di Marie ha inizio nell'adolescenza. Ottiene ruoli in film e serie tv come Salsa, Ultime dal cielo, Dirty Dancing, Selena, Spin City, The Underworld e Ally McBeal. 
Viene scelta poi per il ruolo di Angie Lopez nella serie tv George Lopez. 
Nel 2001, Marie recita nel film Tortilla Soup e appare nella serie American Family.
Nell'ottobre 2007, lancia la sua linea d'abbigliamento, "Constance Marie Collection" e compare su PETA, incoraggiando la gente a sterilizzare gli animali domestici.
Ottiene poi ha un ruolo da protagonista nella serie ABC Family Switched at Birth - Al posto tuo, come madre naturale di una delle ragazze e legale dell'altra.

## Vita privata
Marie era fidanzata con l'istruttore di yoga Kent Katich. Hanno rotto nel settembre 2015. Hanno avuto una figlia di nome Luna, nata nel febbraio 2009.

## Filmografia

### Attrice

#### Cinema
- Salsa, regia di Boaz Davidson (1988)
- Mi familia (My Family), regia di Gregory Nava (1995)
- Selena, regia di Gregory Nava (1997)
- L'ultimo sceriffo (The Last Marshal), regia di Mike Kirton (1999)
- Dancing in September, regia di Reggie Rock Bythewood (2000)
- Spot - Supercane anticrimine (See Spot Run), regia di John Whitesell (2001) – non accreditata
- Tortilla Soup, regia di María Ripoll (2001)
- Vivere alla grande (Puff, Puff, Pass), regia di Mekhi Phifer (2006)

#### Televisione
- Dirty Dancing – serie TV, 11 episodi (1988-1989)
- Santa Barbara – soap opera, 90 puntate (1989-1990)
- The Man in the Family – serie TV, episodio 1x03 (1991)
- Due come noi (Jake and the Fatman) – serie TV, episodi 5x01-5x02 (1991)
- Ragionevoli dubbi (Reasonable Doubts) – serie TV, episodio 1x15 (1992)
- The Hat Squad – serie TV, episodio 1x02 (1992)
- Mezzanotte e un minuto (12:01), regia di Jack Sholder – film TV (1993)
- Cobra Investigazioni (Cobra) – serie TV, episodio 1x05 (1993)
- 2035 - Mutazione immortale (Island City), regia di Jorge Montesi – film TV (1994)
- Fast Company, regia di Gary Nelson – film TV (1995)
- Sentinel (The Sentinel) – serie TV, episodio 1x03 (1996)
- The Underworld, regia di Rod Holcomb – film TV (1997)
- Spin City – serie TV, episodio 1x15 (1997)
- Union Square – serie TV, 14 episodi (1997-1998)
- Ultime dal cielo (Early Edition) – serie TV, 6 episodi (1998-2000)
- Due ragazzi e una ragazza (Two Guys and a Girl) – serie TV, episodi 2x17-2x18 (1999)
- Tris di cuori (For Your Love) – serie TV, 6 episodi (2000-2001)
- Ally McBeal – serie TV, episodio 4x12 (2001)
- American Family – serie TV, 13 episodi (2002)
- George Lopez – serie TV, 120 episodi (2002-2007)
- CSI - Scena del crimine (CSI: Crime Scene Investigation) – serie TV, episodio 8x16 (2008)
- La vita segreta di una teenager americana (The Secret Life of the American Teenager) – serie TV, episodio 1x21 (2009)
- La vita secondo Jim (According to Jim) – serie TV, episodio 8x07 (2009)
- Class, regia di David S. Cass Sr. – film TV (2010)
- Switched at Birth - Al posto tuo (Switched at Birth) – serie TV, 103 episodi (2011-2017)
- Hotel Cupido (Sweet Surrender), regia di Kevin Connor – film TV (2014)
- Una nuova Kim (The Right Girl), regia di Bradford May – film TV (2015)
- Un diavolo di angelo (Angel from Hell) – serie TV, 5 episodi (2016)
- Lopez – serie TV, episodio 2x04 (2017)
- Law & Order True Crime – serie TV, 8 episodi (2017)
- Overthinking with Kat & June – serie TV, episodio 1x05 (2018)
- The Fix – serie TV, episodio 1x04 (2019)
- Alexa & Katie – serie TV, 4 episodi (2019-2020)
- Animal Kingdom – serie TV, episodi 4x10-5x10 (2019, 2021)
- Undone – serie animata, 16 episodi (2019-2022)
- Un amore sulla neve (Winter in Vail), regia di Terry Ingram – film TV (2020)
- Connecting – serie TV, episodio 1x06 (2020)
- Con amore (With Love) – serie TV, 9 episodi (2021-2023)
- Lopez vs Lopez – serie TV, episodio 1x06 (2022)
- How I Met Your Father – serie TV, episodi 2x05-2x14 (2023)

### Doppiatrice
- That '70s Show – serie TV, episodio 4x12 (2001)
- Il gatto con gli stivali (Puss in Boots), regia di Chris Miller (2011)
- American Dad! – serie animata, episodio 9x23 (2014)
- Elena di Avalor (Elena of Avalor) – serie animata, 16 episodi (2016-2020)

## Doppiatrici italiane
Nelle versioni in italiano delle opere in cui ha recitato, Constance Marie è stata doppiata da:
- Adele Pellegatta in Ally McBeal
- Elena Morara in CSI - Scena del crimine
- Laura Boccanera in Switched at Birth - Al posto tuo
- Ilaria Latini in Con amore
- Barbara De Bortoli in Tortilla Soup

Da doppiatrice è stata sostituita da:
- Laura Boccanera in Undone

## Riconoscimenti
- Soap Opera Digest Awards
  - 1991 – eccezionale promessa femminile (diurno) per Santa Barbara (candidatura)

- ALMA Awards
  - 1998 – Attrice eccezionale in una serie comica per Union Square (candidatura)
  - 2007 – miglior attrice (Serie TV, miniserie o film per la televisione) per George Lopez (candidatura)
  - 2011 – Favorite TV Actress - ruolo di sostegno per Switched at Birth (candidatura)

- Young Artist Awards
  - 2004 – I più popolari Mom & Pop in una serie televisiva per George Lopez (candidatura) con George Lopez

- Imagen Awards Foundation
  - 2004 – Miglior attrice in televisione dramma per American Family (candidatura)
  - 2004 – Miglior attrice in televisione Commedia per George Lopez (vincitrice)
  - 2005 – Miglior Attrice (Television) per George Lopez (candidatura)
  - 2006 – Miglior Attrice (Television) per George Lopez (candidatura)
  - 2007 – Miglior Attrice (Television) per George Lopez (candidatura)